# Patricio Landa Garza
Patricio Landa Garza (La Plata, Buenos Aires; 3 de abril de 1982) es un futbolista argentino. Juega de volante y su último equipo fue Juventud Unida de San Luis que disputa el Torneo Argentino A. En la actualidad se desempeña como supervisor de Seguridad en una fábrica de cementos, en la provincia de San Luis.

## Trayectoria
En el año 1990 se incorpora al fútbol infantil de Estudiantes de La Plata, desarrollando todas las divisiones inferiores en Estudiantes de La Plata. Fue campeón en 5.ª división del torneo clausura del año 2000 junto a Pablo Lugüercio, Mariano Pavone, Israel Damonte y Roberto Russo entre otros; convirtiendo 14 goles, superando a Mariano Pavone y quedando a solo 2 goles de Pablo Lugüercio.
Se sumó al primer equipo de Estudiantes de la mano de Néstor Craviotto en el año 2001, a la edad de 19 años.
Luego de 57 partidos y 16 goles en la reserva pincharrata, dos estadías en el banco de suplentes frente a Nueva Chicago y Unión de Santa Fe le llegó el turno a su debut en primera. Fue el 10 de abril de 2004 ante Rosario Central, por la novena fecha del Clausura y de la mano de Carlos Salvador Bilardo. Esa tarde reemplazó a Horacio Ramón Cardozo a los 35 minutos y no pudo hacer mucho para evitar la derrota del León por 3 a 1.
Con la llegada de Reinaldo Merlo en el año 2004 y sin lugar en el equipo principal pasó a préstamo a Defensa y Justicia primero y luego a Juventud Unida Universitario de San Luis.
Luego de 15 años en la institución de la ciudad de las diagonales, la posibilidad de acumular algunos dólares en su cuenta bancaria lo llevaron a emigrar al fútbol de Costa Rica. En el país de la Cobra Wanchope jugó para el Club Sport Cartaginés (2005/2006).
A la vuelta, tuvo paso por Juventud Unida Universitario (2006/2007, 2008/2009, 2011/2012), Independiente Rivadavia de Mendoza (2007/2008), Deportivo Maipú de Mendoza (2009/2010), Club Almagro (2010/2011). Actualmente se encuentra defendiendo los colores de Juventud Unida Universitario.

## Clubes
| Club                         | País       | Año         |
| ---------------------------- | ---------- | ----------- |
| Estudiantes de La Plata      | Argentina  | 2003 - 2004 |
| Defensa y Justicia           | Argentina  | 2004        |
| Juventud Unida Universitario | Argentina  | 2005        |
| Club Sport Cartaginés        | Costa Rica | 2005 - 2006 |
| Juventud Unida Universitario | Argentina  | 2006 - 2007 |
| Independiente Rivadavia      | Argentina  | 2007 - 2008 |
| Juventud Unida Universitario | Argentina  | 2008 - 2009 |
| Deportivo Maipú              | Argentina  | 2009 - 2010 |
| Club Almagro                 | Argentina  | 2010 - 2011 |
| Juventud Unida Universitario | Argentina  | 2011 - 2013 |